# The Vagabonds (film 1912 Thayer)
The Vagabonds è un cortometraggio muto del 1912 diretto da Otis B. Thayer. Sceneggiato da William E. Wing e prodotto dalla Selig Polyscope Company, il film aveva come interpreti William Duncan, Winifred Greenwood, Rex de Roselli.

## Trama
Un violinista girovago entra in un bar insieme al suo cane. Intrattiene i clienti con gli esercizi del cane e racconta la sua storia. Racconta come il bere ha rovinato la sua vita e gli ha fatto perdere la donna che amava.

## Produzione
Il film fu prodotto dalla Selig Polyscope Company.

## Distribuzione
Distribuito dalla General Film Company, il film - un cortometraggio di una bobina - uscì nelle sale cinematografiche statunitensi il 16 maggio 1912.